# A túlélő (album)
A túlélő a Pokolgép zenekar tizenhatodik nagylemeze, és tizedik stúdióalbuma. A zenekar újraszerveződése után a harmadik sorlemez - nem számítva az Ancient Fever című angol nyelvű stúdióalbumot. Ez volt az utolsó Pokolgép lemez Szilágyi Ede dobos közreműködésével, a két évvel később megjelent Oblatio albumon már Czébely Csaba dobolt.

## Az album dalai
1. Farkasok dala - 4:16
2. Kánaán - 5:06
3. Elveszett percek - 3:30
4. Szívedből tisztán - 4:37
5. A túlsó part - 3:55
6. A túlélő - 4:14
7. Dolgozik a vér - 3:41
8. Sza-rock rá 3:31
9. Mindörökké - 4:46
10. Még ártatlanul (Rocker nemzedék) - 4:33
11. Ide tartozom - 4:40

## Közreműködők
- Rudán Joe - ének (1-4,6-11)
- Kukovecz Gábor - gitár, billentyűs hangszerek, vokál (1-11), ének (A túlsó part)
- Nagy Dávid - gitár, vokál
- Pintér Csaba - basszusgitár, vokál
- Szilágyi Ede - dob
- Tomcsányi Zita - vokál (11)
- Péter Judit - vokál (11)
- Kukovecz Henrietta - vokál (11), moldva népdal
- Frenyó Anna - vokál (11)